# الرضحين

تعديل مصدري - تعديل

الرضحين هي إحدى القرى  بمديرية عمد التابعة لمحافظة حضرموت، بلغ تعداد سكانها 203 نسمة حسب تعداد اليمن لعام 2004. تقع في نهاية وادي عمد بـ وادي الشعبة.